# Naveta
Una naveta es una tumba monumental de carácter colectivo. Se trata de construcciones ciclópeas exclusivas de la isla de Menorca. Se construyeron durante la Edad del Bronce final, entre el pretalayótico y el inicio del talayótico. A pesar de la semejanza que tienen con las navetas de habitación o naviformes, tienen una función diferente y una cronología no del todo sincrónica.
El primer autor que se ocupó de estas estructuras fue Juan Ramis, en 1818, en su obra Antigüedades célticas de la isla de Menorca, que es el primer libro en castellano íntegramente dedicado a la prehistoria.  

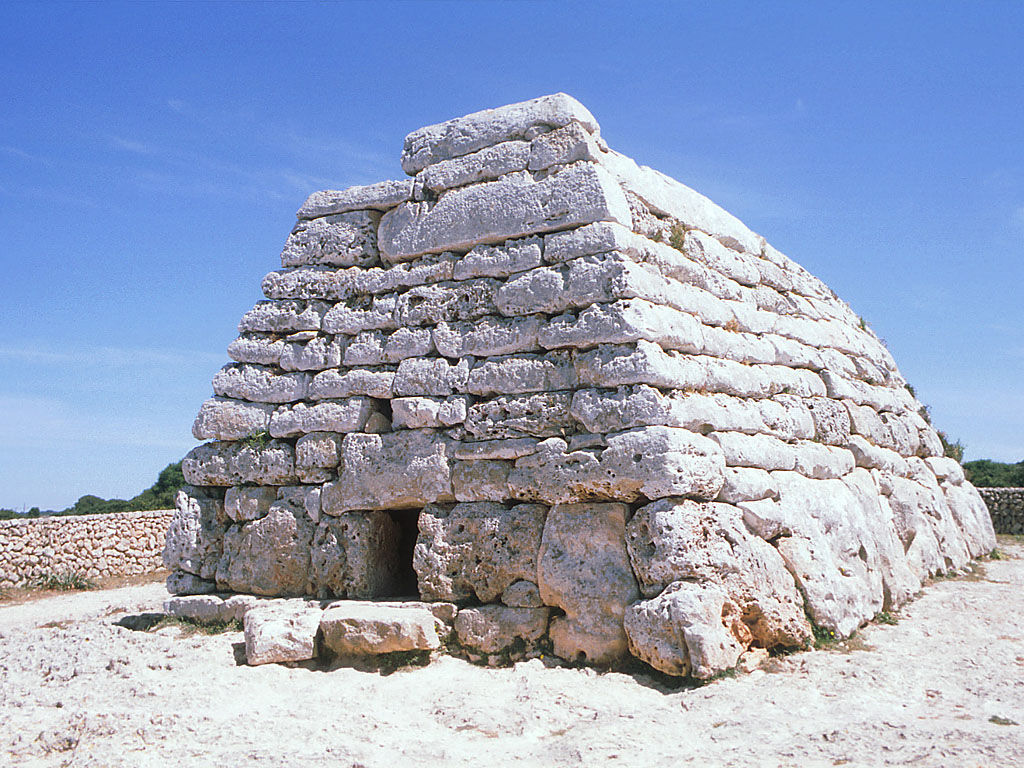
Naveta des Tudons, Menorca.

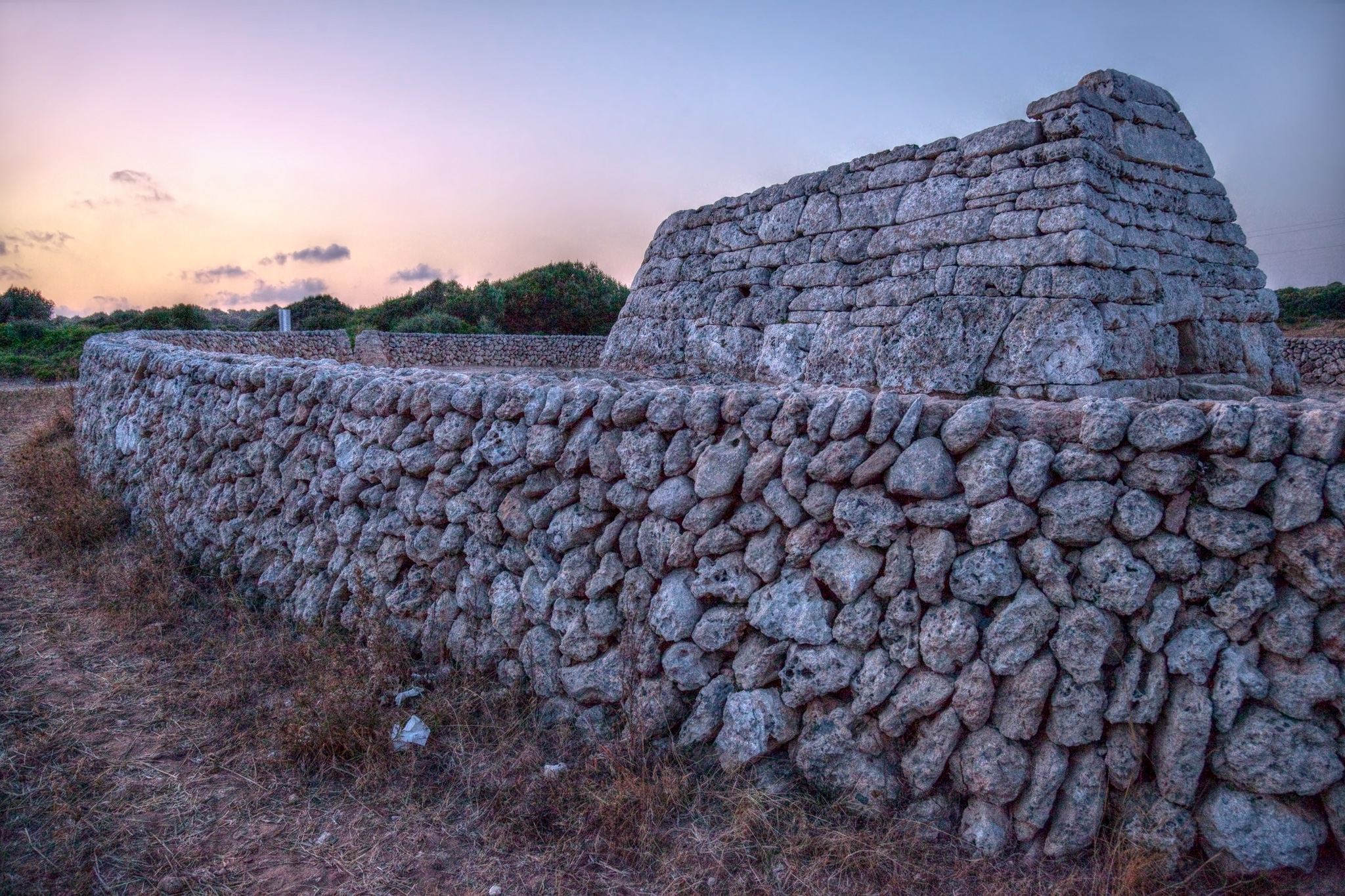
Naveta des Tudons al amanecer, Menorca.

## Estructuras anteriores a las navetas funerarias
En los últimos años, algunos investigadores han propuesto que las navetas de enterramiento son una evolución de las estructuras funerarias anteriores localizadas en la zona sureste de la isla, los dólmenes. Sin embargo esta evolución no es directa y se han documentado lo que podrían ser una serie de edificios intermedios entre el dolmen y la naveta propiamente dicha. Se trata de los sepulcros de triple paramento o proto-navetas y las navetas de planta circular.
El primer tipo constructivo se documentó a inicios del siglo XXI a los yacimientos de Son Olivaret y Ses Arenes de Baix, ambas construcciones responden a una cámara central de forma ovalada rodeada por tres líneas concéntricas de grandes piedras que tendrían la función de sujetar el túmulo de tierra que cubriría la estructura. Parece que estos monumentos funerarios son bastante similares a los dólmenes aunque destaca el cambio en la forma de la cámara y el pasillo de entrada, en el caso de Son Olivaret y Ses Arenes de Baix se ha documentado que no tienen losa perforada. Cronológicamente se utilizaron entre el 1700 y el 1300 aC coincidiendo con el final de la utilización de los dólmenes.

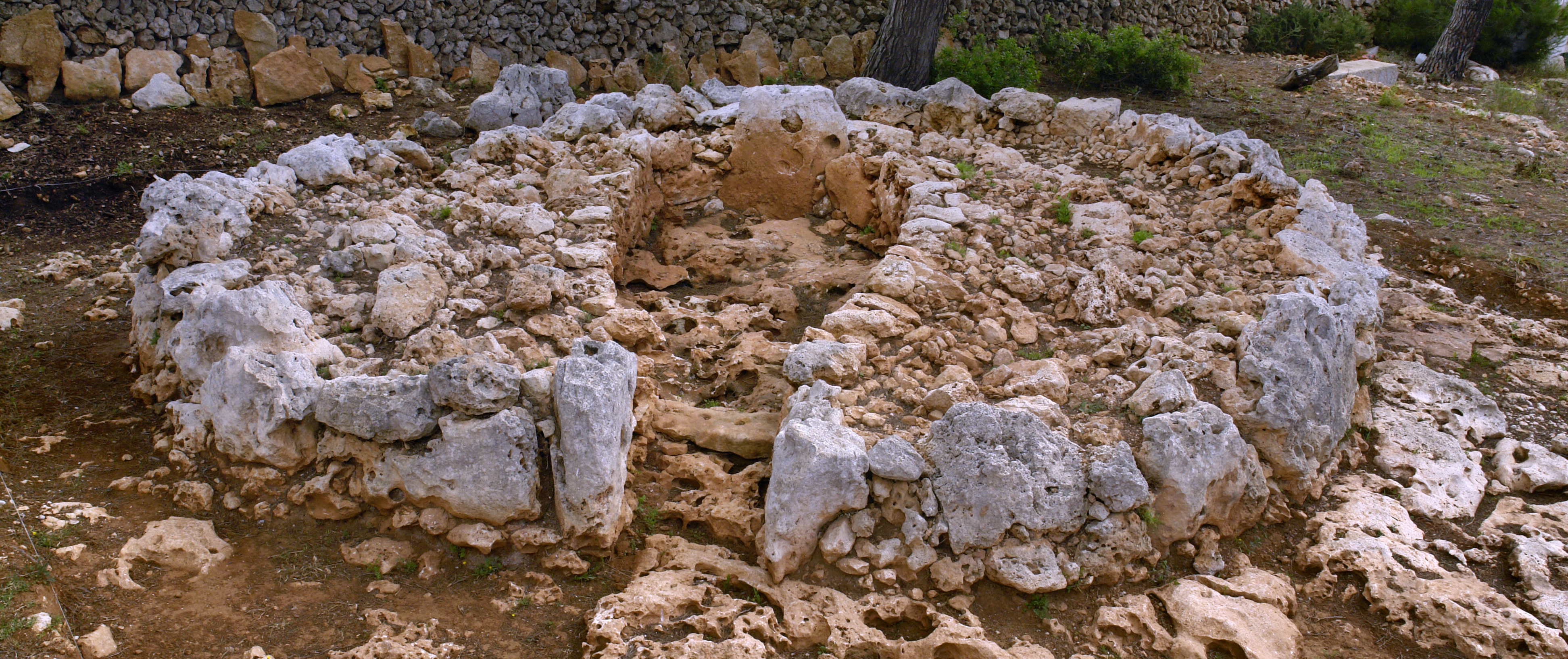
Sepulcro de Triple Paramento de Son Olivaret (Ciudadela). Fotografía Museo de Menorca

Las navetas de planta circular también se parecen a los dólmenes, presentan una cámara rectangular y un pasillo de entrada con una losa perforada que separa el cuarto del corredor, la gran diferencia recae en que el túmulo de tierra del dolmen, es sustituido en este edificios por un recubrimiento con piedras, lo que hace más plausible la evolución hacia las navetas de enterramiento. Algunos ejemplos de estos tipos de edificio son: Biniac-Argentina, Torrellisar, etc.

## Navetas de enterramiento
Evolución interna a partir de los modelos descritos anteriormente o no, la naveta de enterramiento es el monumento funerario más monumental y exclusivo sólo de la isla de Menorca, que se utilizó entre el 1050 y el 850 a. C.
Se trata de un edificio con una tipología variada, la mayoría de estructuras son de planta alargada como la de es Tudons, algunas presentan dos pisos comunicados y otros sólo uno, unas tienen el pasillo de entrada construido con losas y otros el acceso se hace a través de una losa perforada (recordando los antiguos dólmenes). A día de hoy, la arqueología no puede responder a que se debe esta diversidad tipológica, pero a partir de las dataciones parece que no se pueden establecer diferencias cronológicas.
El hecho de que las navetas donde se han llevado a cabo actuaciones arqueológicas, se hicieran siguiendo metodologías antiguas y que la visibilidad de las estructuras en todo el territorio ha provocado que hayan sido objeto de expolio, hace que la información que tenemos a día de hoy sobre estas estructuras, los individuos inhumados en ellas, los rituales que se llevaban a cabo, etc sean parciales y poco aclaratorias.
A pesar de esta falta de información podemos destacar que se ha documentado una mayor presencia de objetos de ajuar que en los sepulcros anteriores aunque parece que hay una cierta continuidad. Nos referimos a botones triangulares de hueso, gran cantidad de cerámica, punzones, brazaletes, cuchillos, puntas de lanza, o cadenas bicónicas.

## Menorca Talayótica Patrimonio de la Humanidad
Menorca Talayótica es un bien inscrito en la Lista del Patrimonio Mundial de la UNESCO en 2023. Se trata de un conjunto de yacimientos arqueológicos que testimonian una cultura prehistórica insular excepcional, caracterizada por una arquitectura ciclópea única. La isla conserva monumentos exclusivos como las navetas funerarias, las casas circulares, los santuarios de taula y los talayots, que se mantienen en plena armonía con el paisaje menorquín y su relación con el firmamento.
Menorca cuenta con uno de los paisajes arqueológicos más ricos del mundo, modelado por generaciones que han preservado el legado talayótico. Tiene la mayor densidad de yacimientos prehistóricos por superficie en una isla y es un símbolo de su identidad insular.
Esta zona se divide en nueve áreas que cubren yacimientos y paisajes asociados, con una cronología que va desde la aparición de las construcciones ciclópeas alrededor del 1600 a. C. hasta la romanización en el 123 a. C. El valor excepcional de sus monumentos y paisajes llevó a su inscripción en la Lista del Patrimonio Mundial de la UNESCO en 2023.